# Oost-Pruisisch voetbalkampioenschap 1921/22
In 1921/22 werd het zevende Oost-Pruisisch voetbalkampioenschap gespeeld, dat georganiseerd werd door de Baltische voetbalbond.
VfB Königsberg werd kampioen en plaatste zich voor de Baltische eindronde. Een gelijkaardig scenario als het voorgaande jaar speelde zich af. Na protesten van Titania Stettin moest de wedstrijd tegen VfB Königsberg herspeeld worden. Titania Stettin won met 3-0 en werd kampioen.
Titania plaatste zich voor de eindronde om de Duitse landstitel. Na protest van VfB Königsberg werd de replay tegen Titania geannuleerd en werd Königsberg kampioen, voor de Duitse eindronde was het echter opnieuw te laat.

## Reguliere competitie

### Bezirksliga Königsberg
| Plaats | Club                             | Wed. | W  | G | V  | Saldo | Ptn.  |
| ------ | -------------------------------- | ---- | -- | - | -- | ----- | ----- |
| 1.     | VfB Königsberg                   | 12   | 10 | 1 | 1  | 32:6  | 21:3  |
| 2.     | SV Concordia Königsberg          | 12   | 8  | 0 | 4  | 15:18 | 16:8  |
| 3.     | SV Prussia-Samland Königsberg    | 12   | 6  | 1 | 5  | 20:17 | 13:9  |
| 4.     | SV Rasensport-Preußen Königsberg | 12   | 5  | 2 | 5  | 22:17 | 12:12 |
| 5.     | SpVgg ASCO Königsberg            | 12   | 5  | 2 | 5  | 14:17 | 12:12 |
| 6.     | MTV Ponarth                      | 12   | 2  | 2 | 8  | 13:24 | 6:18  |
| 7.     | SV Prussia-Samland Königsberg II | 12   | 2  | 0 | 10 | 14:31 | 4:20  |

|  | Kampioen, geplaatst voor eindronde |
|  | Degradatie                         |

### Bezirksliga Tilsit-Memel
Uit de Bezirksliga Tilsit-Memel is enkel kampioen SC Lituania Tilsit bekend. 

### Bezirksliga Insterburg-Gumbinnen
| Plaats | Club                  |
| ------ | --------------------- |
| 1.     | SC Preußen Insterburg |
| 2.     | SV Insterburg         |
| 3.     | FC Preußen Gumbinnen  |
| 4.     | SV Stallupönen        |

|  | Kampioen, geplaatst voor eindronde |

### Bezirksliga Südostpreußen
| Plaats | Club                     |
| ------ | ------------------------ |
| 1.     | VfB Osterode             |
| 2.     | SV Viktoria Allenstein   |
| 3.     | SV Hindenburg Allenstein |

|  | Kampioen, geplaatst voor eindronde |

### Bezirksliga Ostpreußen West
In de Bezirksliga Ostpreußen West werd een voorjaars- en een herfstronde gespeeld. Van de voorjaarsronde is enkel kampioen Seminar SV Braunsberg bekend. De herfstronde werd in twee groepen gespeeld. 

#### Groep Marienwerder-Marienburg
| Plaats | Club                 |
| ------ | -------------------- |
| 1.     | SV Marienwerder      |
| 2.     | Marienburger SV 1905 |

|  | Kampioen, geplaatst voor eindronde |

#### Groep Elbing
| Plaats | Club                  |
| ------ | --------------------- |
| 1.     | SV Viktoria Elbing    |
| 2.     | Elbinger SV 1905      |
| 3.     | RSV Heiligenbeil 1920 |

|  | Kampioen, geplaatst voor eindronde |

### Bezirksliga Ostpreußen Mitte
| Plaats | Club              |
| ------ | ----------------- |
| 1.     | VfB Gerdauen      |
| 2.     | SV 1919 Angerburg |
| 3.     | SSV Angerburg     |
| 4.     | Rastenburger SV   |
| 5.     | SV Korschen       |

|  | Kampioen |

## Eindronde

### Voorronde
| Team 1                | Uitslag | Team 2                |
| --------------------- | ------- | --------------------- |
| SC Preußen Insterburg | 2:8     | SC Lituania Tilsit    |
| SV Marienwerder       | 2:3     | Seminar SV Braunsberg |
| VfB Königsberg        | 3:2     | SV Viktoria Elbing    |

### Halve Finale
| Team 1             | Uitslag | Team 2                |
| ------------------ | ------- | --------------------- |
| VfB Königsberg     | 14:0    | Seminar SV Braunsberg |
| SC Lituania Tilsit | 8:1     | VfB Osterode          |

### Finale
| Team 1         | Uitslag | Team 2             |
| -------------- | ------- | ------------------ |
| VfB Königsberg | 3:2     | SC Lituania Tilsit |

Er werd geprotesteerd tegen de wedstrijd en er kwam een tweede wedstrijd, die evenwel ook door VfB gewonnen werd. 
| Team 1         | Uitslag | Team 2             |
| -------------- | ------- | ------------------ |
| VfB Königsberg | 4:2     | SC Lituania Tilsit |